# Хамелеон (съзвездие)
Хамелеон е малко, бледо южно съзвездие, въведено в края на 16 век и по-късно публикувано в „УРАНОМЕТРИЯ“-та 